# Aeroportul Internațional Chinggis Khaan
Aeroportul Internațional Chinggis Khaan (în mongolă Буянт-Ухаа олон улсын нисэх буудал; în mongolă ᠪᠤᠶᠠᠨᠲᠤ ᠬᠤᠸᠠ ᠣᠯᠠᠨ ᠤᠯᠤᠰ ᠦᠨ ᠨᠢᠰᠬᠦ ᠠᠭᠤᠳᠠᠯ) (IATA: ULN, ICAO: ZMUB) este un aeroport din Ulaanbaatar, Mongolia ce deservește zona Ulaanbaatar. Aeroportul a fost tranzitat în 2020 de 447.478 de pasageri. A fost deschis în 1961.
Situat la o altitudine de 1.330 m, aeroportul dispune de 1 pistă.

## Infrastructură

### Piste
Aeroportul dispune de o singură pistă. Pista are orientarea 14/32.